# 森村登代子
森村 登代子（もりむら とよこ、1925年1月23日 - 2016年2月）は、日本の教育者。学校法人森村学園の第5代学園長、幼稚園園長を務めた。

## 生涯
森村学園の初代学園長・森村義行の長女として生まれる。1998年、第5代学園長に就任（その間に幼稚園園長も兼任）。2004年に学園長を退任した。2016年2月に死去。